# Nana Mizuki
Nana Mizuki (水樹 奈々 (Mizuki Nana)), född den 21 januari 1980 som Nana Kondō (近藤 奈々 (Kondō Nana)), är en japansk sångerska och röstskådespelerska som är mest känd för att göra sånger till anime-serier och att vara röst för vissa karaktärer.

## Biografi
Mizuki föddes i staden Niihama i prefekturen Ehime och började vid fem års ålder sjunga enka, som är en japansk musikstil. Hon debuterade 1993 som sångerska med låten "Tsugazakura". Låten "Omoi", som släpptes i december 2000, var den första singeln hon släppte som Nana Mizuki. Mizuki började även arbeta som röstskådespelerska (seiyū).
Mizukis musikkarriär tog fart under 2000-talet med flera låtar på japanska hitlistor. 2004 släpptes sången "Innocent starter" som blev hennes första toptio-låt och 2005 nådde "Eternal Blaze" andraplatsen på Oriconlistan. Hon vann också "Best musical performance"-priset med sången "Justice to Believe" vid den första Seiyū Awards-utdelningen 2007. Hennes sjunde album "Ultimate Diamond" låg på första plats på Oriconlistan under en vecka i juni 2009, vilket var första gången som en seiyū-sångare nådde så högt. Albumet sålde över 74 000 kopior den första veckan, mer än 20 000 fler än hip hop-bandet Black Eyed Peas album The E.N.D..
Många av de animekaraktärer hon har givit sin röst åt har varit blyga med en svag och mjuk röst, som exempelvis Hinata Hyuga (Naruto).

## TV-serier (i urval)
- 2010 - HeartCatch PreCure! som Tsubomi Hanasaki
- 2010 - Kuroshitsuji som Alois Trancy
- 2008 - Minami-ke som Toma Minami
- 2008 - Hakushaku to yôsei som Lydia Carlton
- 2007-2008 - Ayakashi som Eimu Yoake
- 2007 - Shugo Chara! som Utau Hoshina
- 2006 - Jū Ō Sei som Tiz
- 2005 - Koi koi 7 som Yayoi Asuka
- 2005 - Basilisk som Oboro Iga
- 2005 - Mahō Shōjo Ririkaru Nanoha Ēsu som Fate Testarossa
- 2004 - Ninja Nonsense som Shinobu
- 2004 - Rosario Vampire som Akashiya Moka
- 2002-2003 - Naruto som Hinata Hyuga
- 1998 - Flint the time detective som Yamato Sora